# Gator Bowl 2021 (janvier)
Match précédent Match suivant
Le Gator Bowl 2021 (Janvier) est un match de football américain de niveau universitaire joué après la saison régulière de 2020, le 2 janvier 2021 au TIAA Bank Field de Jacksonville dans l'État du Floride aux États-Unis.
Il s'agit de la 76e édition du Gator Bowl.
Le match met en présence l'équipe des Wolfpack de North Carolina State issue de l'Atlantic Coast Conference et l'équipe des Wildcats du Kentucky issue de la Southeastern Conference.
Il débute à midi (heure locale) et est retransmis à la télévision par ESPN.
Sponsorisé par la société TaxSlayer (en), le match est officiellement dénommé le 2021 TaxSlayer Gator Bowl.
Kentucky gagne le match sur le score de 23 à 21.

## Présentation du match
| Équipes                                                             | Conférences | Entraîneurs      | Stats. saison rég. | Classements avant le bowl | Classements avant le bowl | Classements avant le bowl |
| ------------------------------------------------------------------- | ----------- | ---------------- | ------------------ | ------------------------- | ------------------------- | ------------------------- |
| Équipes                                                             | Conférences | Entraîneurs      | Stats. saison rég. | CFP                       | AP                        | Coaches                   |
| Wolfpack de North Carolina State                                    | ACC         | Dave Doeren (en) | 8 - 3              | no 23                     | no 24                     | no 22                     |
| Wildcats du Kentucky                                                | SEC         | Mark Stoops (en) | 4 - 6              | NC                        | NC                        | NC                        |
| - Équipe donnée favorite par les bookmakers : Kentucky par 3 points |             |                  |                    |                           |                           |                           |

Il s'agit de la 3e première rencontre entre ces deux équipes :
| Saison | Date            | Vainqueur            | Score  | Perdant              | Compétition      |
| ------ | --------------- | -------------------- | ------ | -------------------- | ---------------- |
| 1970   | 31 octobre 1970 | North Carolina State | 15 - 6 | Kentucky             | Saison régulière |
| 1909   | 22 octobre 1909 | Kentucky             | 27 - 2 | North Carolina State | Saison régulière |

### Wolfpack de North Carolina State
Avec un bilan global en saison régulière de 8 victoires et 3 défaites (7-3 en matchs de conférence), NC State est éligible et accepte l'invitation pour participer au Gator Bowl de janvier 2021.
Ils terminent 5e de l'Atlantic Coast Conference.
À l'issue de la saison 2020 (bowl non compris), ils seront classés # 23 au classement CFP et AP, #24 au classement AP et #22 au classement Coaches.
C'est leur 52e participation au Gator Bowl.

### Wildcats du Kentucky
Avec un bilan global en saison régulière de 4 victoires et 6 défaites (4-6 en matchs de conférence), Kentucky accepte l'invitation pour participer au Gator Bowl de janvier 2021.
Ils terminent 3e de la East Division de la Southeastern Conference.
À l'issue de la saison 2020, ils n'apparaissent pas dans les classements CFP, AP et Coaches.
C'est leur 2e participation au Gator Bowl :
| Saisons             | Dates            | Vainqueurs   | Scores  | Finalistes | Bilan     |
| ------------------- | ---------------- | ------------ | ------- | ---------- | --------- |
| TaxSlayer Bowl 2016 | 31 décembre 2016 | Georgia Tech | 33 - 18 | Kentucky   | D : 0 - 1 |